# Vladimír Marchevský
Vladimír Marchevský [vladimír marcheuský] (* 8. května 1958) je bývalý slovenský fotbalový útočník. Jeho starší bratr Jozef Marchevský byl také ligový fotbalista a dvojnásobný mistr republiky.

## Fotbalová kariéra
V československé lize hrál za ZŤS Košice. Po skončení aktivní kariéry trénuje na regionální úrovni.

## Ligová bilance
| Ročník                                   | Zápasy | Góly | Klub       |
| ---------------------------------------- | ------ | ---- | ---------- |
| 1. československá fotbalová liga 1979/80 | -      | 0    | ZŤS Košice |
| 1. československá fotbalová liga 1980/81 | 27     | 0    | ZŤS Košice |
| CELKEM                                   | -      | 0    |            |